# Mikel Aguirrezabalaga
Mikel Aguirrezabalaga García (Zarauz, 8 de abril de 1984) es un jugador de balonmano español. Juega en la posición de lateral izquierdo. Mide 1,94 metros y pesa 91 kg.
Ha sido internacional con la Selección española de balonmano y fue convocado para disputar el Campeonato Europeo de Balonmano de Austria 2010.

## Equipos
- FC Barcelona (2002-2004)
- BM Alcobendas (2004-2007)
- Reale Ademar León (2007-2011)
- FC Barcelona (2011-2013)
- HC Dinamo Minsk (2013-enero de 2014)
- SV Eisenach  (2014)
- Al Gharafa Qatar (June 2014)
- Abanca Ademar León (2014-2016)
- Helvetia Anaitasuna (2016- )

## Palmarés
- 3 veces campeón de la Copa ASOBAL (2008-09, 2011-12 y 2012-13)
- 3 veces campeón de la Liga ASOBAL (2002-03, 2011-12 y 2012-2013)
- 1 vez campeón EHF CUP (2002-03)
- 1 vez campeón Copa del Rey (2003-04)

- Datos: Q1933597
- Multimedia: Mikel Aguirrezabalaga / Q1933597